# Mairago
Mairago (lombardul: Mairàgh) település Olaszországban, Lombardia régióban, Lodi megyében. Lakosainak száma 1387 fő (2023. január 1.). Mairago Cavenago d’Adda, Ossago Lodigiano, Turano Lodigiano, Secugnago és Brembio községekkel határos.

## Népesség
A település lakossága az elmúlt években az alábbi módon változott:
| Lakosok száma | 1392 | 1384 | 1387 |
|               | 2017 | 2018 | 2023 |